# Elgy Morales
Elgy Fabricio Morales Herrera (ur. 21 września 1975 w San José) – kostarykański piłkarz, trener piłkarski.

## Kariera klubowa
Morales jest wychowankiem klubu CS Herediano, a w młodości był powoływany do młodzieżowych reprezentacji Kostaryki. Następnie występował w rodzimych zespołach, takich jak AD Santa Bárbara, AD Goicoechea i AD Barrio México, a także w panamskim CD Árabe Unido. Wcześnie zakończył profesjonalną karierę i w późniejszym czasie przeprowadził się na Florydę, gdzie już w charakterze amatorskim grał w uczelnianej drużynie Florida International University oraz w zespole Soccer Loccer FC.

## Kariera szkoleniowa
Morales ukończył studia w zakresie wychowania fizycznego na Florida International University w Miami, wyrobił kurs trenerski oraz certyfikat trenera personalnego na Miami Dade College. Przez kilka lat trenował młodzież w Miami: najpierw w szkółce Doral SC (2002–2003), a następnie w Belen Jesuit High School (2004–2006). W 2006 roku przeniósł się na Portoryko, gdzie w klubie Puerto Rico Islanders pracował początkowo jako asystent trenera (2006–2007), a później jako dyrektor akademii juniorskiej (2006–2010). Równocześnie był szkoleniowcem młodzieży w szkółkach PRISA (2007) i A.C. Milan USA (2008–2010).
W 2010 roku Morales podjął pracę w portorykańskim klubie Bayamón FC. Tam również pełnił funkcję dyrektora akademii juniorskiej, jak również prowadził drużynę żeńską. Następnie objął zespół seniorów Bayamón, z którym w sezonie 2013 wywalczył tytuł mistrza Portoryka. W 2014 roku jego drużyna wzięła udział w CFU Club Championship, gdzie wygrała swoją grupę i zakwalifikowała się do Ligi Mistrzów CONCACAF. Później prowadził zespół CF Fraigcomar, zaś w maju 2019 objął funkcję selekcjonera reprezentacji Portoryka. Poprowadził ją w 7 meczach (3 zwycięstwa i 4 porażki). W lutym 2021 został zwolniony i zastąpiony przez Dave'a Sarachana.